# 国家战争学院
国家战争学院（英語：National War College）坐落在美国华盛顿特区莱斯利堡·J·麦克奈尔，是美国国防大学旗下的一所学院。

## 沿革
1946年7月1日，国家战争学院正式成立，前身是1943年6月至1946年7月的陆军—海军参谋学院。该学院是詹姆斯·福里斯特尔最得意的成就之一。
根据伦纳德·汤森·格洛中将的说法：“学院关注大战略以及实施该战略所需的国家资源的利用。它的毕业生将对和平与战争中的美国国家和外交政策的制定产生重大影响……”
一般情况，有晋升到高级军衔的中级军官会被挑选到国家战争学院学习，为更高的参谋和指挥职位做准备。大约75%的学生由来自美国陆军、美国空军、美国海军（包括美国海军陆战队和美国海岸警卫队）的代表组成。剩下的25%来自美国国务院和其他联邦部门及机构。此外，来自几个国家的国际研究员可以入读。国家战争学院以战略问题解决的批判性分析为基础，强调教授学生战略领导力。
因国家战争学院坐落在白宫、美国最高法院和国会山附近的特殊位置，在其整个历史中，国家战争学院能够召集一系列关系非常密切的演讲者来演讲和讨论。国家战争学院的所有讲座都是在严格的“不引用（学术论文）也不归属（学术派别）”政策下进行的，这有助于讨论当今一些最具挑战性的问题。

## 著名毕业生
- 科林·鲍威尔，第65任美国国务卿、第12任美国参谋长联席会议主席、第16任总统国家安全事务助理。
- 约翰·麦凯恩，亚利桑那州联邦参议员、参议院军事委员会主席。
- 彼得·佩斯，美国参谋长联席会议主席。
- 艾力·新关，日裔美国人，第7任美国退伍军人事务部长、第34任美国陆军参谋长。